# Campionati russi di ski cross 2019
I Campionati russi di ski cross 2019 si sono svolti a Krasnoyarsk il 2 aprile. Il programma ha incluso sia la gara femminile che la gara maschile. 
Trattandosi di competizioni valide anche ai fini del punteggio FIS, vi hanno partecipato anche sciatori di altre federazioni, senza che questo consentisse loro di concorrere al titolo nazionale russa.

## Risultati

### Uomini
| Pos. | Atleta         | Nazione |
| ---- | -------------- | ------- |
| 1    | Sergej Ridzik  | Russia  |
| 2    | Igor Omelin    | Russia  |
| 3    | Pavel Kolgotin | Russia  |
| 4    | Maxim Vikhrov  | Russia  |

### Donne
| Pos. | Atleta               | Nazione |
| ---- | -------------------- | ------- |
| 1    | Ekaterina Maltseva   | Russia  |
| 2    | Anastasiia Chirtcova | Russia  |
| 3    | Mariia Dobrova       | Russia  |
| 4    | Darya Melchakova     | Russia  |